# Geografía de América del Norte

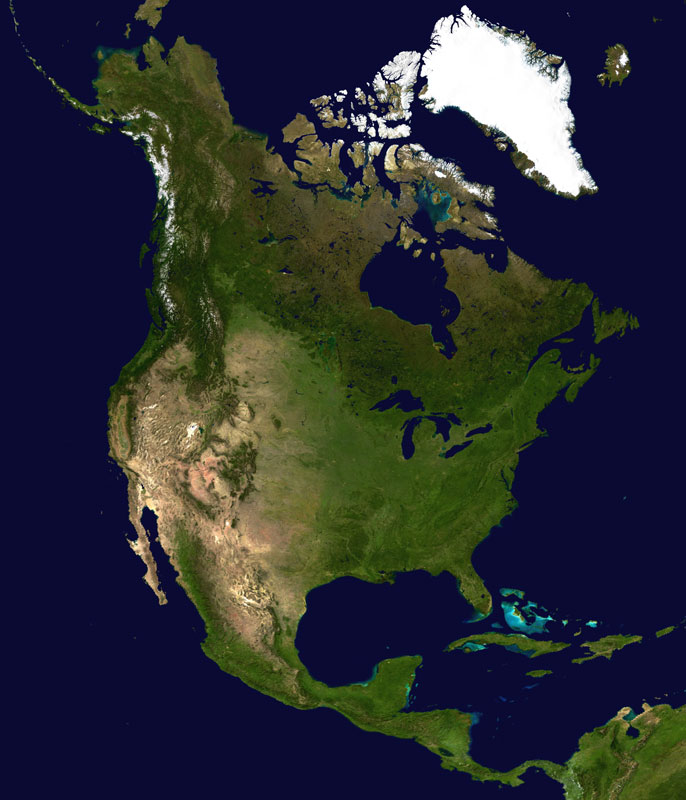
Vista satélite.

Norteamérica es un subcontinente de América y la mayor división geográfica con la que cuenta la Tierra, luego de Europa, Asia y África. Se encuentra rodeada al oeste por el océano Pacífico, al este por el océano Atlántico, y al norte por el océano Ártico. El punto más cercano a Asia es el estrecho de Bering, en el noroeste. Al noreste se ubica la isla de Groenlandia y, a 470 kilómetros, Islandia. Con respecto a África, la menor distancia entre ambos continentes es de 1.598 kilómetros, mientras que 9.600 kilómetros separan a América del Norte, por el lado este, de Australia.
La cuenca hidrográfica principal de América del Norte la forman los ríos Misisipi, Misuri y Ohio, los cuales tienen una longitud similar a la del río Amazonas. La cuenca es de 3.160.000 kilómetros cuadrados. La vida vegetal es también especial en esta zona. Por ejemplo, en el norte son típicos de la vegetación ártica los líquenes, musgos y hierbas bajas. En Canadá y en el oeste de Estados Unidos destacan las extensiones de coníferas, especialmente de secuoya, pinos y abeto.

## Geografía física

### Relieve de América Del  Norte
América del Norte forma parte de la placa norteamericana que en el oeste entra en contacto con la placa pacífica. En la plataforma continental, el sector más duro, y más antiguo, es el 'escudo canadiense, que está compuesto por gneis, granitos, pizarras, plutones, etc. Es un relieve llano con formas sobre rocas metamórficas.
Otro gran conjunto geográfico es la cuenca sedimentaria del Misisipi-Misuri-Ohío. Este es un país sedimentario cubierto por arenas, arcillas y margas, y con algunos de los suelos. más productivos del mundo. Es un territorio llano con formas tabulares.
Hacia el oeste nos encontramos con la cadena montañosa de las Rocosas. Las Rocosas son, en gran parte, un sistema cordilleras de grandes bloques fracturados en horst y graben. Está rodeada por un sector de pliegues, más o menos intensos, que van desde el tipo jurásico a los grandes mantos de corrimiento. La cadena costera es un país intensamente plegado, ya que es la zona de contacto entre la placa pacífica y la norteamericana. En la región son frecuentes los terremotos y los fenómenos volcánicos, debido al empuje de la placa pacífica y la norteamericana. La distribución de horst y graben permite la existencia de cuencas interiores más o menos aisladas. La cadena montañosa de tiene una extensión de 3.220 km desde Nuevo México hasta el noreste de la provincia de Columbia Británica (Canadá).
La costa este es más estable tectónicamente. Está muy alejada de las convulsiones del contacto entre placas y es un sector muy antiguo. Aquí encontramos los montes Apalaches, paradigma del relieve apalachense.
La mayor parte del conjunto estuvo afectado por un gran inlandsis durante la última glaciación, que al retirarse ha dejado sus huellas en la región; tanto en los valles en forma de artesa como en la gran cantidad de lagos, su orientación y sus formas. El inlandsis llegó hasta más abajo del paralelo 40°, una latitud mucho menor que en el continente europeo.
En América del Norte podemos distinguir ocho regiones fisiográficas: las llanuras costeras del golfo de México y de la costa este, la cordillera de los Apalaches, las montañas interiores de Ozark, las llanuras centrales del este de las Rocosas, la cordillera norteamericana de las Rocosas, la costa pacífica y las sierras costeras, el escudo canadiense, y la depresión de la bahía de Hudson.
Estas son las grandes regiones fisiográficas, pero tanto en EE. UU. como en Canadá son más importantes otros factores geográficos.
Las mayores altitudes son: Denali (6.194 m), Orizaba o Citlaltépetl (5.743 m), Whitney (4.418 m) y Elbert (4.399 m).
En México destaca la cordillera de Sierra Madre. Se trata de un sistema montañoso que rodea a la altiplanicie mexicana. Está formado por la sierra Madre occidental (1400 km), la sierra Madre oriental (700 km) y la sierra Madre del Sur (1.200 km).

### Ríos y mares
En América del Norte nos encontramos con una gran cuenca hidrográfica que domina el centro de Estados Unidos: la cuenca del Misisipi-Misuri-Ohio (5.970 km). Estos son los ríos más grandes de Norteamérica. Curiosamente no hay más grandes cuencas, aunque sí destacan algunos ríos. Al norte nos encontramos con el río Yukón (3.185 km) y el Mackenzie (4.241 km), y al sur con el río Grande (3.030 km) y el río Colorado (2.334 km). Estas, junto con la del río Columbia (2.330 km), son las cuencas hidrográficas más grandes de Norteamérica. Cabe destacar que los ríos que desembocan en el Ártico son muy numerosos y caudalosos, aunque mucho más cortos.
En Norteamérica nos encontramos con una de las regiones lacustres más importantes del mundo. Son lagos de origen glaciar y se extienden por todo el antiguo inlandsis, particularmente en Canadá. Pero es la región de los Grandes Lagos la que más llama la atención. Este es uno de los pocos países de grandes lagos del mundo. Se trata del último sector abandonado por el inlandsis. Los grandes lagos son: el lago Superior, el lago Hurón, el lago Erie, el lago Míchigan y el lago Ontario. Otros lagos importantes son: el lago de los Osos y el lago de los Esclavos.

### Clima y vegetación
La vegetación y el clima de Norteamérica es muy variado, ya que por su extensión, podemos encontrar la mayor parte de los climas del mundo, y todos los que pertenecen a las latitudes medias y altas. Por el norte limita con las tierras del Ártico y por el sur con México, algo lejos de las selvas húmedas del Centro de América. La vegetación asociada a ellos es la típica del imperio holoártico, en el norte, y del imperio neotropical, en el sur. La frontera entre ambos imperios se sitúa en torno a los 40° N.
- Clima de tundra
- Clima de los bosques boreales
- Clima continental húmedo
- Clima seco de las latitudes medias
- Clima marítimo de la costa oeste y noroeste
- Clima mediterráneo
- Clima subtropical seco
- Clima monzónico y de los vientos alisios en el litoral

## Geografía humana
La mayor parte de la población en porciones casi iguales formada por blancos o criollos europeos que colonizaron esta parte del continente, como los descendientes de los ingleses, esto en los Estados Unidos y Canadá, los españoles en México y franceses una parte de Canadá, hay que agregar a otros inmigrantes europeos y del continente asiático del oriente medio y lejano. Los indígenas que predominan más es en México, descendientes en su mayoría de aztecas y mayas, el resto por el continente se destacan una minoría descendientes de pieles rojas, apaches, esquimales etc. Los mestizos (mezcla de europeos e indígena) predominan más en México, mientras en el resto es muy escaso. La población negra y mulata más predomina en los Estados Unidos y poco en Canadá, hoy en día en la población actual en los Estados Unidos hay que agregar también a los inmigrantes hispanos, radicados y otros nacidos en este país norteamericano, manteniendo sus raíces culturales, pertenecientes a diferentes países.
- Las ciudades de Norteamérica

## Historia y regiones geográficas
Norteamérica se puede dividir en cinco grandes regiones:
1. 1 El Escudo Canadiense, un área geológica estable compuesta por rocas antiguas; gneis, granitos, pizarras, plutones, etc. relieve llano con formas sobre rocas metamórficas, ocupando la mayor parte del noreste incluyendo a Groenlandia.

1. 2 Los Apalaches, sistema geológico erosionado, antiguo y tectónicamente estable que se extiende desde la península de Gaspesia hasta Alabama.

1. 3 La planicie del Golfo de México, compuesta por una cadena de tierras bajas que se extienden desde el sur de Nueva Inglaterra hasta la Península de Yucatán.

1. 4 Las planicies interiores, se extienden en el centro del subcontinente, desde el valle Mackenzie hasta la planicie del Golfo de México, las Grandes Llanuras al oeste y las zonas agrarias de las planicies del este.

1. 5 La Cordillera Norteamericana es una compleja cadena geológica de montañas y cuencas jóvenes que se extienden desde Alaska hasta México, incluyendo dos cadenas orogénicas, la Sierra del Pacífico y las Montañas Rocosas al este. La planicie costera y las cadenas principales de la cordillera norteamericana continúan hacia el sur.

Durante la Glaciación de la última era cenozoica, penetró una gran masa de hielo a través de la bahía de Hudson, cubriendo la mayor parte de Norteamérica. Los glaciares discurrían a través de las Montañas Rocosas y la sierra del Pacífico. La retirada de los hielos dejó sus huellas en forma de lagos glaciares como el lago Bonneville, el Gran Lago Salado y los Grandes Lagos.

## Geografía

### Costas
El continente está rodeado de gran cantidad de islas y archipiélagos entre los que se destaca el archipiélago ártico y la isla de Groenlandia la mayor entre todas las islas del mundo donde se encuentra el punto terrestre más cercano al Polo Norte. La América del Norte está rodeada de tres océanos el Ártico al norte, el Atlántico al este, donde se destacan el Golfo de México, como límite sureste y el Pacífico al oeste. El litoral de América del Norte está bañado por las aguas de tres océanos: Atlántico, Glacial Ártico y Pacífico. Los mares diseccionan profundamente las costas del norte y del este; la del oeste del continente está mucho menos desmembrada. El continente se caracteriza por una gran extensión latitudinal lo que sin dudas influye en sus otras características físico geográfico, las que unida a la disposición de su relieve provocan diversidad en sus paisajes reflejando la interacción entre todos los componentes de la naturaleza como una manifestación de las leyes de la naturaleza. Sus costas son muy irregulares y desgarradas, sobre todo en la porción septentrional del continente, debido a que esta región se vio afectada por la cuarta glaciación. Debe destacarse que no todos sus accidentes costeros tienen el mismo origen, pues la glaciación no afectó a todo el continente, sino principalmente a la porción septentrional. Entre sus accidentes costeros se destacan grandes golfos, amplias bahías y extensas penínsulas.

### Penínsulas
Entre las penínsulas se destacan Alaska y Labrador que forman dos de los vértices del triángulo continental. En la península de Alaska, se halla el cabo Barrow. En el océano Ártico se encuentran las penínsulas de Bothia y la de Melville. En el océano Atlántico la de Nueva Escocia y en el extremo meridional de la misma, el cabo Sable. Además en esta costa oriental se encuentran los cabos Cod y Hatteras. Hacia el sureste, la península de la Florida, que termina en el cabo Sable, y la de Yucatán donde se localiza el cabo Catoche. En el océano Pacífico la península de Baja California, que no es más que un horst o pilar tectónico, cuyo extremo meridional lo constituye el cabo Falso. Más al norte el cabo Mendocino y el gran saliente del extremo suroccidental de la península de Alaska.

### Mares
En la costa norte se encuentran: el mar de Beaufort, que permanece helado una buena parte del año, el Golfo de Amundsen, el estrecho y el Golfo de Bothia, el mar o Bahía de Hudson, poco profundo, por estar dentro de la plataforma continental, es uno de los más extensos; en la porción suroriental del mismo se localiza la bía de James. Los estrechos de Davis y de Hudson permiten la comunicación con el océano Atlánticoe ste océano al penetrar en las costas orientales del continenjte da lugar a la existencias de los accidentes siguientes: Golflo de San Lorenszo, Bahía de Fundy, lugar donde se producen las mareas más altas de nuestro planeta y las bahías de Delaware y Chesapeake. En esta costa se destacan puerotos de gran importante como: los de Boston, Nueva York y Filadelfia. Hacia el sureste del continente, los golfos de México y Campache en los cuales se encuentran los puertos de Nueva Orleans, Tampico y Veracruz. En el océano Pacífico el Golfo de Tehuantepec, el Golfo de California, la bahía de San Francisco, donde se asienta el puerto del mismo nombre, el estrecho de Juan de Fuca y el puerto de Vancouver; el golfo de Alaska, el mar de Bering donde se localiza la bahía de Bristol y el estrecho de Bering, entre América del Norte y Asia que comunica el océano Pacífico con el océano Ártico.

### Islas
La América se encuentra en algunas porciones orlada por islas, mientras en otras está desprovista de las mismas. El origen de estas islas es muy variado, así se encuentran islas formadas por la depresión de los bordes continentales, por la fractura de estos bordes, por el afloramiento de la plataforma continental, algunas oceánicas de origen volcánico, etc. En el océano Glacial Ártico existe un gran archipiélago formado por multitud de islas de gran tamaño, entre ellas: Baffin, Banks, Tierra Victoria, Príncipe de Gales, Ellesmere y otras, cubiertas siempre por el hielo polar. En el océano Atlántico se encuentra la isla de Terranova, al sur de esta isla el archipiélago de San Pierre y Miquelón constituido, además de estas islas, por una decena de islotes. En el golfo de San Lorenzo encontramos: Anticosti, Príncipe Eduardo y la isla de cabo Bretón. Más al sur se advierte una serie de islas entre las que se destaca Long Island y alejado de las costas se observa el archipiélago de las Bermudas que consta de 360 islas e islotes. Este archipiélago es una colonia británica donde EE. UU. tiene enclavadas bases navales. Hacia el sur y suroeste de la península de la Florida se encuentran una hilera de islotes o cayos coralinos entre los que se destaca Cayo Hueso, el mayor y más importante de estos. En el océano Pacífico se hallan el archipiélago de Revillagigedo, la isla de Vancouver, el archipiélago de Reina Carlota, la isla de Príncipe de Gales y el archipiélago de Alexander. A continuación del extremo suroccidental de la península de Alaska se extiende el archipiélago de las Aleutianas. En el mar de Bering se destaca la de San Lorenzo. cahue der isa saosmnadpoasndopa
nsda

### Regiones naturales
El relieve de este continente es el resultado de distintos movimientos orogénicos que han afectado esta región, así como el proceso erosivo que ha sufrido a través de las distintas eras geológicas, lo que ha determinado que sea muy variado. Así se advierte hacia el norte y noreste del continente una región muy erosionada, peniplanada, formada por rocas muy antiguas; hacia el este una región de montañas antiguas y hacia el oeste una serie de cadenas montañosas que se extienden de norte a sur, cuyas elevadas cimas denotan su juventud. Entre las montañas occidentales y las orientales se encuentran extensas llanuras, y bordeando la costa, llanuras costeras. Estas desigualdades en el relieve han dado lugar a que en la América del Norte se consideren las siguientes regiones naturales:
- Región Laurentina o Escudo Canadiense
- Región de los Apalaches
- Región de las Cordilleras
- Región de los Llanos Centrales
- Región de las Llanuras Costeras

### Vegetación y clima
La vegetación y el clima en Norteamérica son muy variados: cuenta con la mayoría de los climas del mundo. En el norte se encuentran tundras árticas (por ejemplo: Groenlandia, Yukón), pasando por una gran variedad de bosques (Montañas Rocosas, Apalaches y las tres Sierras Madre), bosques tropicales (Selva Lacandona y los Chimalapas), desiertos (El Pinacate, Zona del Silencio), llanuras (Grandes Llanuras, Comarca Lagunera), manglares (Ej. Luisiana, Tabasco), etc.
La cuenca hidrográfica principal de América del Norte la forman los ríos Misisipi y Misuri, los cuales tienen una longitud parecida a la del río Amazonas. La cuenca es de 3.160.000 kilómetros cuadrados. La vida vegetal es también especial en esta zona. Por ejemplo, en el norte es típica la vegetación ártica (los líquenes, musgos y hierbas bajas). En Canadá y en el oeste de Estados Unidos destacan las extensiones de coníferas, especialmente de secuoyas, pinos y abetos.
La Actaea pachypoda, que recibe también el nombre "ojos de muñeca", es una planta herbácea perenne que pertenece a la familia de las ranunculáceas y es originaria de América del Norte.

## Zona costera
La costa este de América del Norte recuerda a la del otro lado del Atlántico. La mayoría de América del Norte se encuentra sobre la placa Norteamericana. No obstante, otras zonas como California y el oeste de México se encuentran en la placa Pacífica, que se une a la norteamericana a través de la falla de San Andrés.
El servicio estadounidense de geografía estima el centro del continente a 9,6 kilómetros de la localidad de Balta (Dakota del Norte).

## Superficie y clima
Casi la mitad del territorio lo conforman las Grandes Praderas. Las planicies de la costa mexicana se asemejan a las estepas de la Patagonia y las sabanas del Misisipi se asemejan a las pampas de Brasil, Paraguay y Argentina. Lo mismo ocurre con los Apalaches y las cadenas montañosas de Brasil.
Debido a la situación geográfica, desde el polo norte hasta casi el ecuador, en el subcontinente se encuentran varias zonas climáticas, desde junglas y sabanas en las zonas bajas del sur de México a las áreas de permafrost en Groenlandia. En el norte, Canadá y Alaska, los paisajes típicos los forman la tundra y la taiga. En las regiones interiores del continente destacan los desiertos y zonas áridas. Sin embargo, grandes extensiones del continente gozan de clima benigno para el asentamiento y la agricultura.

### Hidrografía
Los ríos norteamericanos tienen un doble carácter. Los ríos que desembocan en el Pacífico, en general, son
cortos, rápidos y de gran poder erosivo. Por el contrario los ríos que desembocan en el Atlántico
son largos, caudalosos, navegables y con enormes cuencas hidrográficas. Entre ellos se encuentran 
algunos de los ríos más largos del mundo. Además están los ríos que desembocan en el Ártico, que
tienen la peculiaridad de que se hielan en invierno.
En América se encuentra una de las regiones de grandes lagos más grandes del mundo. Son de origen 
glaciar y se encuentran, principalmente en Canadá. Son miles los lagos canadienses.

#### Sistemas fluviales
América del Norte tiene la mayor concentración de ríos del mundo. El río Misisipi es el mayor río del continente; su cuenca abarca 3.160.000 km². El siguiente río en importancia es el San Lorenzo, con una cuenca de 1.600.000 km².
Otros ríos importantes son: el Mackenzie y el Copper. Discurren hacia el océano Ártico; el río Churchill, Nelson, Severn y el Albany; el San Lorenzo, Río Grande y Río Negro discurren hacia el Atlántico. Y por último, los ríos Yukón, Fraser, Columbia, Sacramento, San Joaquín y Colorado descargan en el Pacífico.

#### Actualidad
El agua es la encargada de crear el paisaje en las Montañas Rocosas. Los ríos y lagos de esta región contiene un cuarto de las reservas de agua de los Estados Unidos. Los ríos de estas montañas desembocan en tres de los cinco océanos: el Atlántico, Pacífico y Ártico.

### Clima y vegetación
El clima de América del Norte es típicamente frío y húmedo. La zona lluviosa se extiende desproporcionadamente por el continente. La vegetación cambia en cada zona climática.
Cuanto más cerca de la zona ecuatorial, el clima varía más con la altura, encontrándose así en México y en el sur de Estados Unidos climas muy variados que van del clima tropical a la tundra alpina..